# 錦川鐵道
錦川鐵道（日语：／ Nishikigawa tetsudō */?）是日本的一家第三部門鐵路公司，由山口縣和岩國市共同出資，負責在山口縣經營錦川清流線。

## 簡介
原日本國鐵的特定地方交通線岩日線，在日本國鐵私營化後轉由第三部門鐵道經營。本公司於1987年4月1日成立，於同年7月25日接手經營錦川清流線。除鐵路業務以外，還經營相關的旅遊業務，岩國市錦綜合支所委託經營公共汽車，岩國市錦市町的自行車租賃業務，以及JR 岩國站東口的販賣管理。

## 路線
| 中文線名   | 日文線名 | 起點 | 終點 | 距離（公里） |
| ---------- | -------- | ---- | ---- | ------------ |
| 錦川清流線 |          | 川西 | 錦町 | 32.7         |

## 其他業務
錦川鐵道另一個引人注意的業務是「哐哐列車」。這是一種橡膠輪胎遊覽車，利用錦町至六日市，原國鐵時代未成線岩日北線之路基，行駛觀光車。由於對於未完成線的利用良好，於2004年（平成 2004年）十月，得到國土交通省對於地方活化功能表現優良所授予的日本鐵道賞。
「哐哐列車」是日本距離最長（單向行駛距離約6公里）的橡膠輪胎觀光車。此外使用紅色，藍色，黃色，綠色，白色和桃紅色的6種彩色熒光石製成的閃亮隧道壁畫（位於1796公尺長的廣瀨隧道），連續距離為620公尺，也是日本第一。
儘管作為主要業務的鐵路業務自開業以來從未出現過盈餘，但是除了當地居民和地方政府的高度支持以外，鐵路業務以外的收入也不錯。隨著中國JR巴士於1998年（平成10年）撤出，收支也得到了改善，加上公共援助的增加，整個公司的營運沒有特別的問題。

### 年表
- 1987（昭和 62年）
  - 4月1日：公司成立。
  - 7月25日 ：由西日本旅客鐵道（JR西日本）接手岩日線，開始營運錦川清流線。
- 1997年（平成 9年）5月-：錦町（今岩國市）開始自行車租賃業務。
- 1998年（平成10年）4月：錦町營巴士（現岩國市營錦巴士）開始運營。
- 2002年（2002年7 月）7月7日：在岩日北線之錦町 - 雙津峡温泉間未成區間路線，開始行駛橡膠輪胎觀光車。經公開命名活動，於2003年（平成15年），改稱為「哐哐列車（とことこトレイン）」。
- 2006年10月1日：接手JR西日本岩國站東口的販賣服務。
- 2013年4月-管理岩國市的岩國城、索道與錦帶橋。